# Důl Ignacy
Důl Ignacy nebo Historický důl Ignacy, polsky Zabytkowa Kopalnia Ignacy, je bývalý uhelný důl a současné muzeum. Nachází se v městské čtvrti Niewiadom města Rybnik ve Slezském vojvodství v jižním Polsku.

## Další informace
Důl Ignacy byl založen v roce 1792 pod názvem důl Hoym na počest tehdejšího pruského ministra slezské provincie, kterým byl Karl Georg von Hoym. V počátku 19. století byla vyražena jáma Oppurg, která se dnes nazývá Głowacki. Na přelomu 19. a 20. století byla vyražena druhá jáma Grundmann, která se v současnosti nazývá Kościuszko. Obě jámy jsou doposud využívány jako výdušné jámy. Důl byl přejmenován na důl Ignacy v roce 1936 a to na počest 4. polského prezidenta, kterým tehdy byl Ignacy Mościcki. V dolu se nachází dva parní stroje pro pohon výtahů z roku 1900 (jáma Głowacki) a z roku 1920 (jáma Kościuszko). Jsou to nejstarší doposud funkční důlní výtahy v Evropě. V současnosti je zde vybudováno hornické muzeum. Od roku 1999 zde aktivně působí organizace Stowarzyszenie Zabytkowej Kopalni Ignacy, jež rozvíjí dědictví dolu a muzeum.

## Galerie

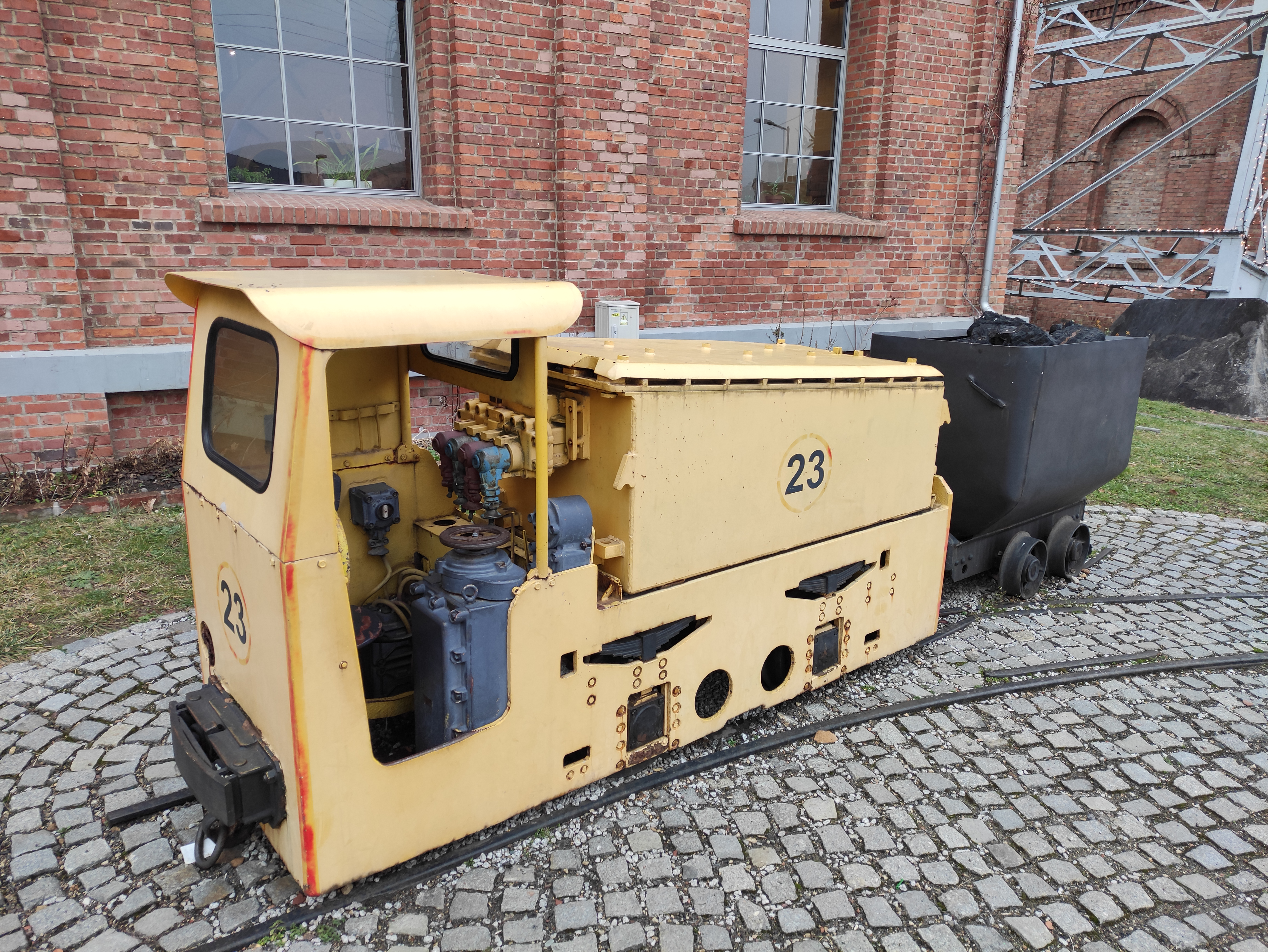
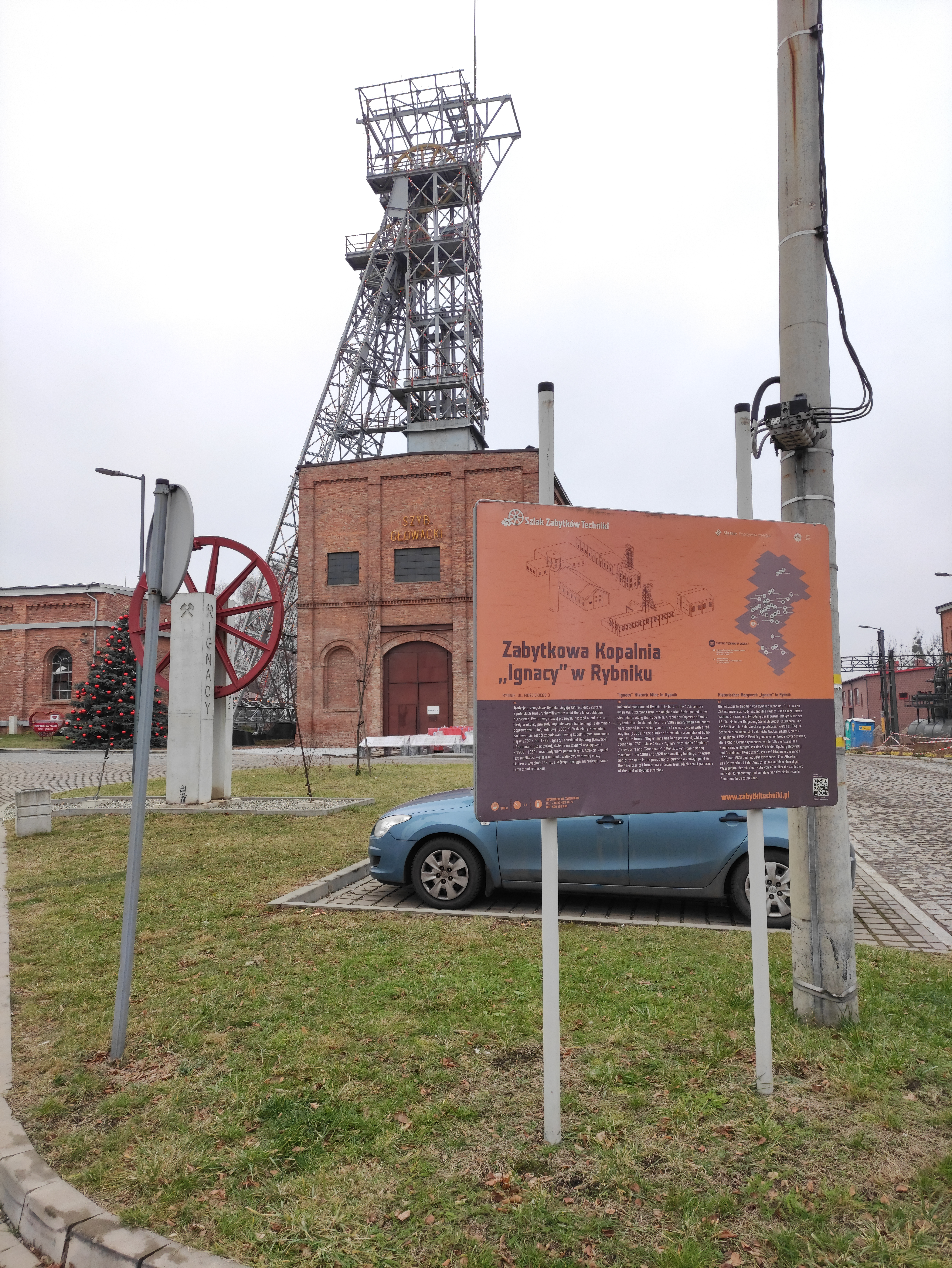
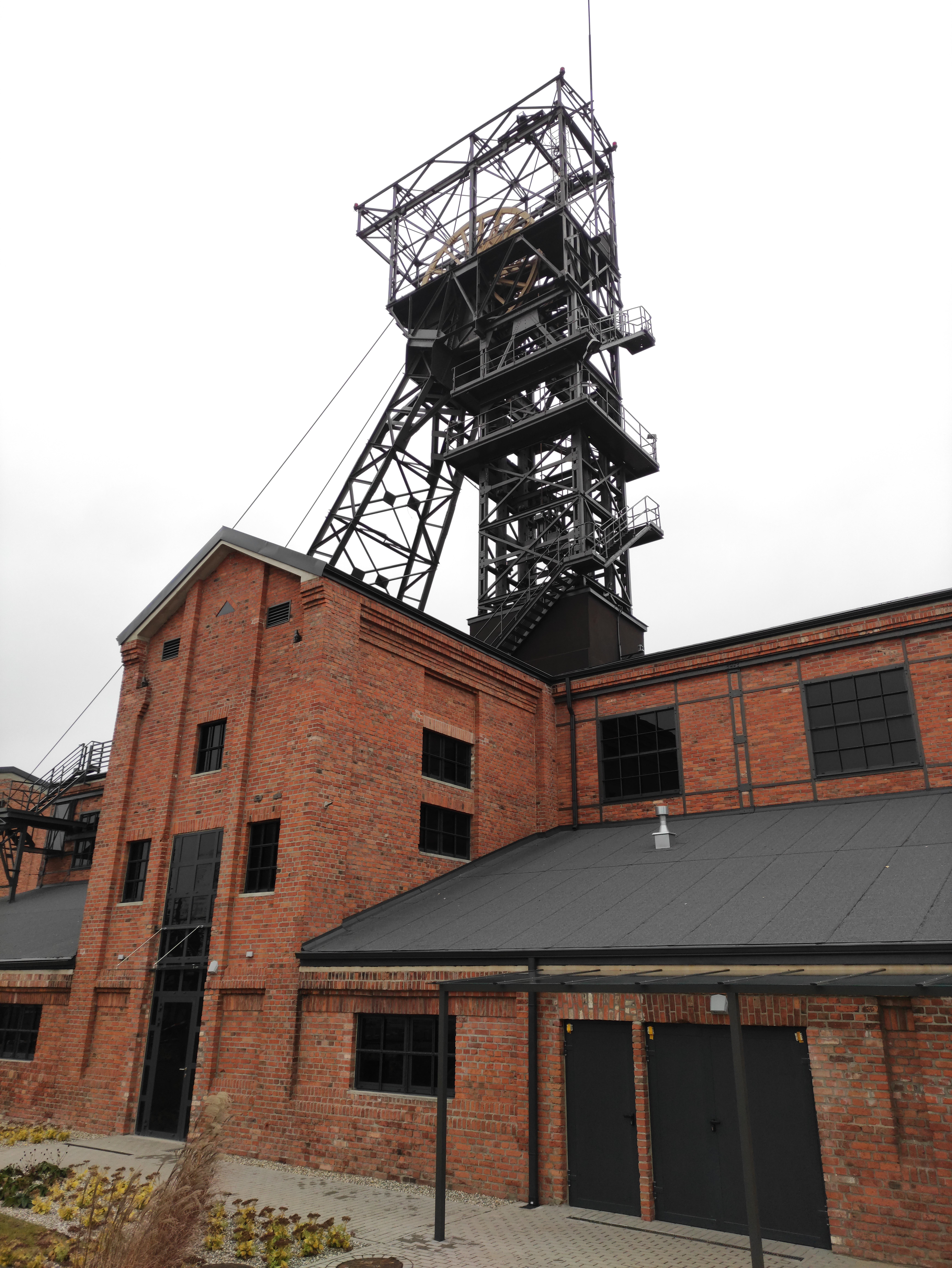
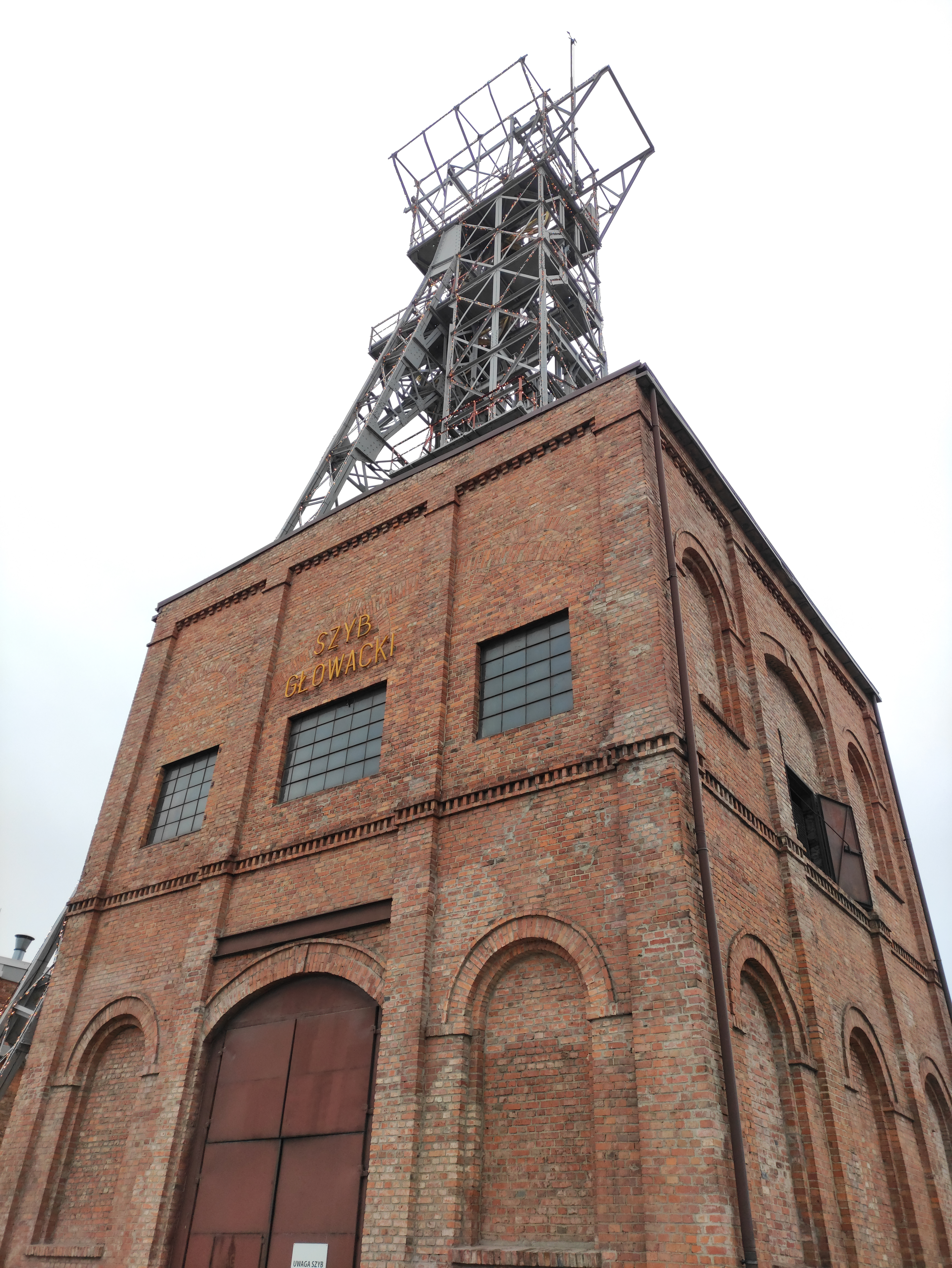
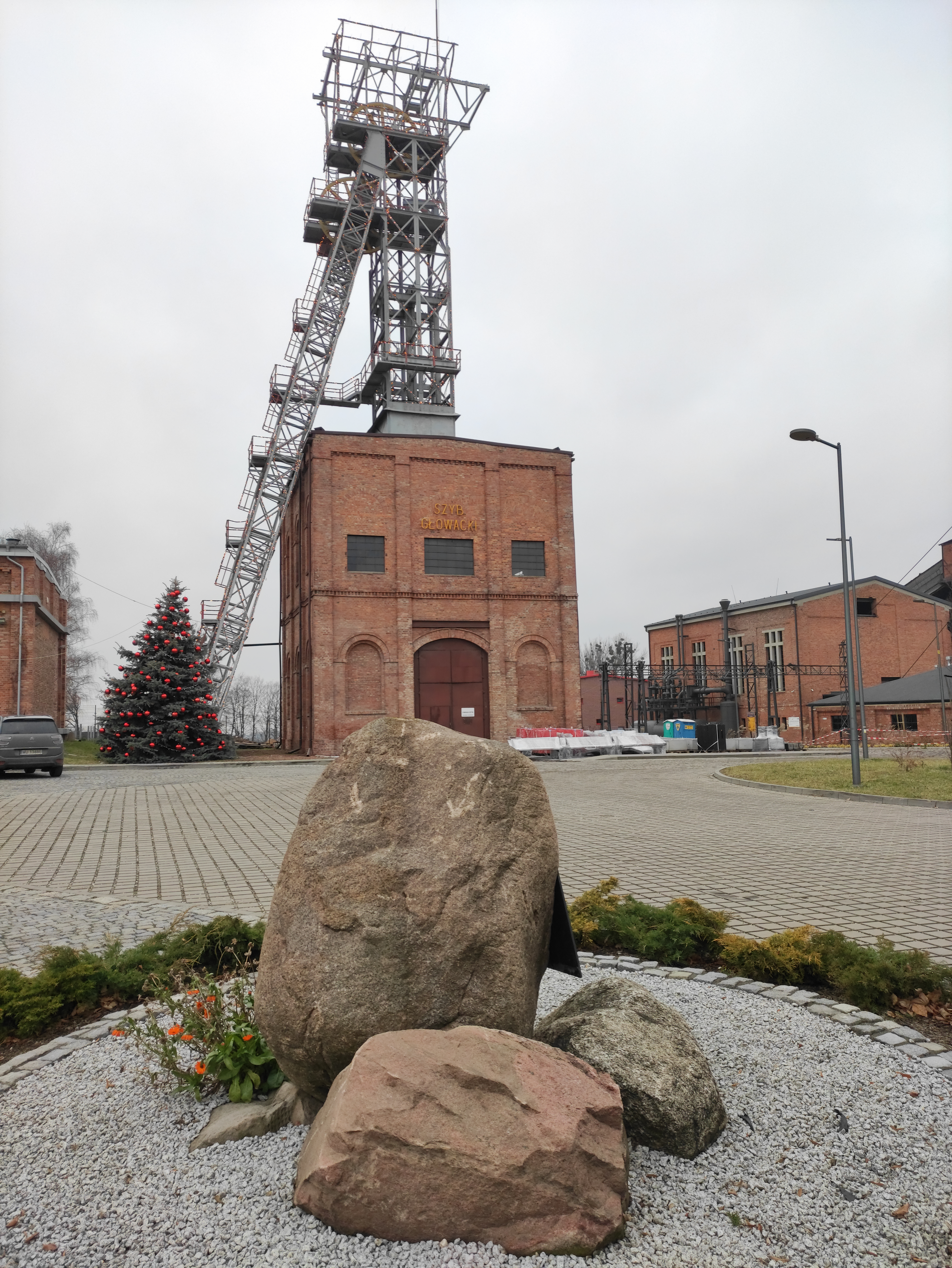
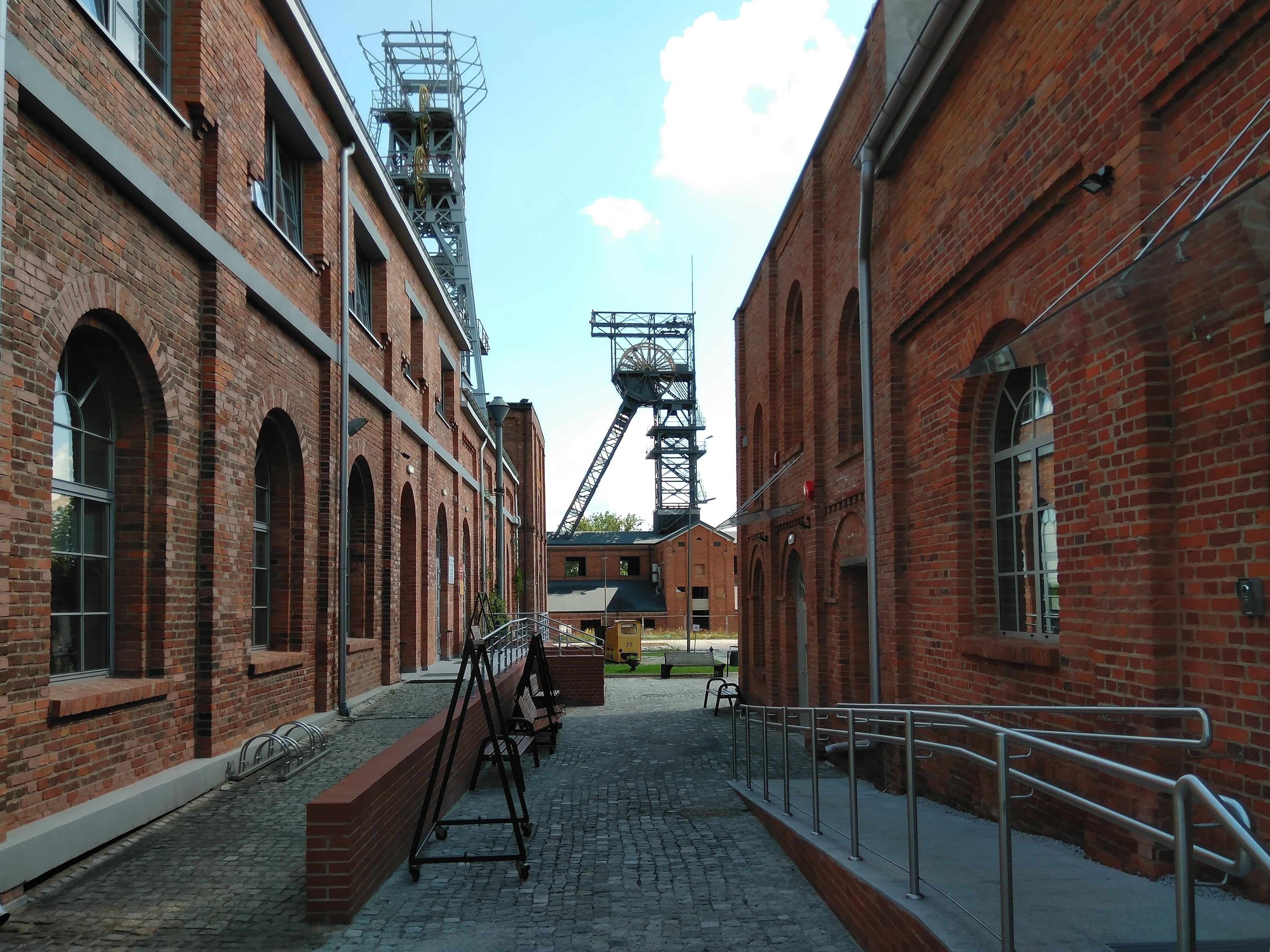
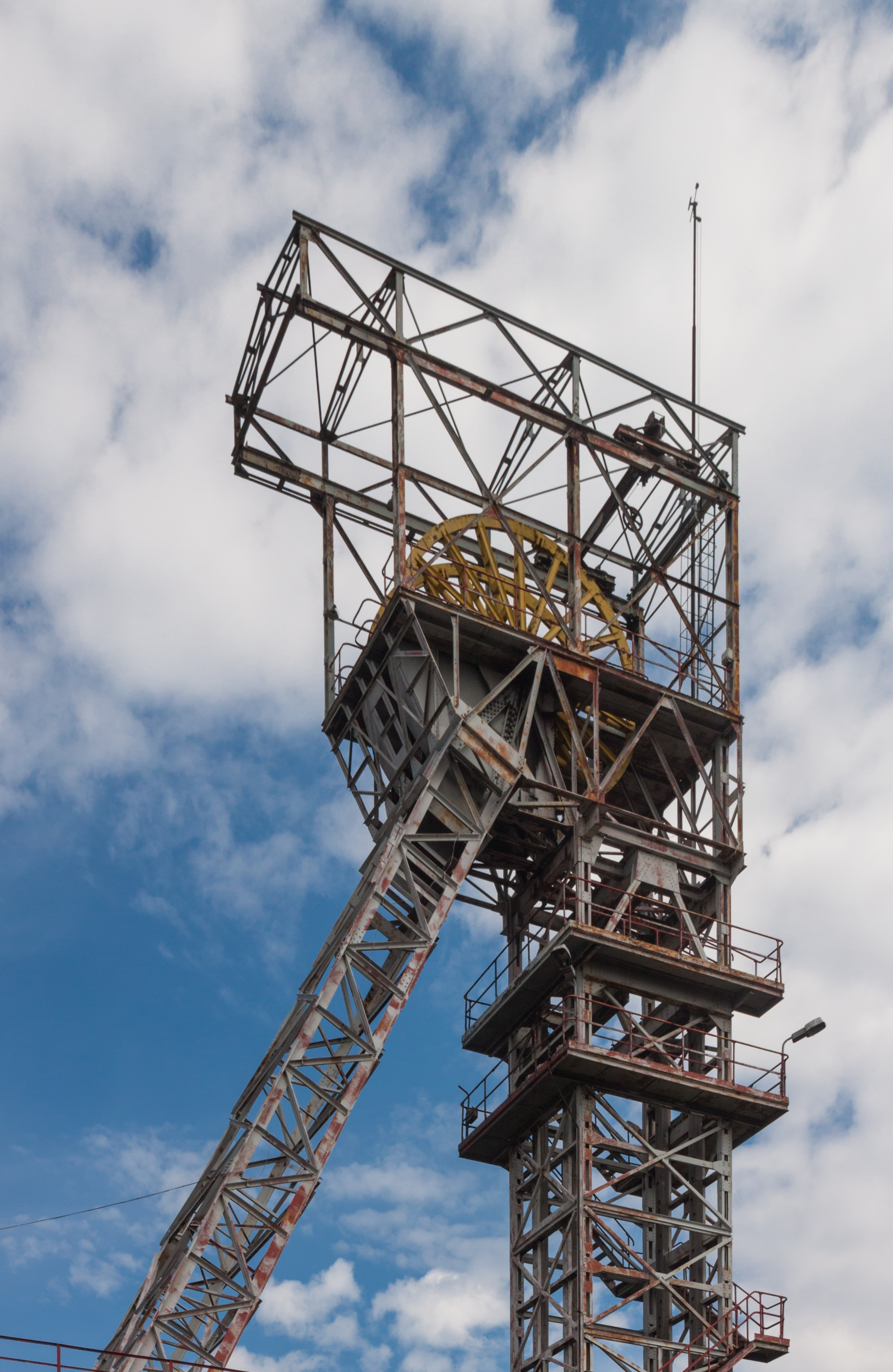